# Ри, Карлтон
Карлтон Ри (англ. Carleton Rea; 1861—1946) — английский ботаник и миколог, барристер.

## Биография
Карлтон Ри родился 7 мая 1861 года в городе Вустер в Вустершире в семье Томкинса Ри, бывшего коронера Вустера. Учился на юриста в Королевской школе в Вустере, затем поступил в Магдалинский колледж Оксфордского университета. Ещё учась в школе, Ри стал членом Вустерширского клуба натуралистов. В 1883 году Ри окончил Магдалинский колледж. С 1881 года Карлтон работал адвокатом (барристером). Свободное время он посвящал изучению ботаники и микологии. Свою первую публикацию Карлтон издал в 1892 году. Она была посвящена редким растениям долины реки Северн. В 1909 году была издана книга Ри и Джона Амфлета The botany of Worcestershire, посвящённая флоре Вустершира. Раздел книги, посвящённый мхам, был написан Джеймсом Бэгнолом. В 1896 году Ри стал одним из основателей Британского микологического общества и первым главным редактором издаваемого им журнала, в 1907 и 1921 избирался его президентом. В 1907 году Ри окончательно потерял интерес к адвокатуре. В 1934 году Карлтон стал почётным членом Французского микологического общества. Карлтон Ри скончался 26 июня 1946 года.
Жена Карлтона Ри, Эми Эмма Роуз, также интересовалась микологией, в 1915 году была избрана президентом Британского микологического общества.
Основной гербарий Ри, включающий 2000 образцов грибов, хранится в Ботанических садах Кью (K). Некоторые образцы имеются в Кембриджском университете (CGE) и в Ливерпульском музее (LIV). Рисунки грибов, созданные Ри и Роуз, хранятся в Музее естественной истории в Лондоне.

## Некоторые научные работы
- Rea, C.; Amphlett, J.; Bagnall, J.E. (1909). The botany of Worcestershire. 654 p.
- Rea, C. (1922). British basidiomycetae. 799 p.

## Виды грибов, названные в честь К. Ри
- Agaricus reae Bon, 1981, nom. nov. [syn.  Agaricus brunneolus J.E.Lange ex Pilát, 1951]
- Cortinarius reae Moënne-Locc. & Reumaux, 2003, nom. nov.
- Hygrophorus reae Maire, 1910 [syn.  Hygrocybe reae (Maire) J.E.Lange, 1923]
- Leptonia reae Maire, 1910 [syn.  Entoloma reae (Maire) Noordel., 1992]
- Melanoleuca reae Singer, 1935
- Rhizopogon reae A.H.Sm., 1966
- Scleroderma reae Guzmán, 1967